# Wojciech Ambroziak
Wojciech Ambroziak (ur. 1947, zm. 6 sierpnia 2021) – polski biolog, prof. dr hab.

## Życiorys
Studiował na Wydziale Chemii Spożywczej Politechniki Łódzkiej. W 1994 r. habilitował się w  Instytucie Biochemii i Biofizyki PAN na podstawie pracy zatytułowanej Dehydrogenaza aldehydowa (EC 1.2.1.3). Charakterystyka molekularna i kinetyczna izoenzymów wątroby ludzkiej i ich prawdopod. rola fizjologiczna. W 2007 uzyskał tytuł profesora nauk rolniczych.
Był profesorem nadzwyczajnym w Instytucie Technologii Fermentacji i Mikrobiologii na Wydziale Biotechnologii i Nauk o Żywności Politechniki Łódzkiej, pracował też w Zakładzie Amin Biogennych PAN.